# حمامى عقدة
حُمامَى عَقِدَة (بالإنجليزية: Erythema nodosum) التهاب للخلايا الدهنية تحت الجلد. يؤدي هذا الالتهاب إلى تكون عقيدات حمراء مؤلمة وعادة ما تكون في الظنبوب (مقدمة الساق). وهذا الالتهاب ما هو إلا ردة فعل مناعية تجاه العديد من الأسباب.

## الاعراض
تتميز بعقيدات حمراء فاتحة ومؤلمة ومتناظرة مختلفة الأحجام، أشيع ما تكون على السطوح الباسطة للساقين، قد يسبق ظهور الاندفاع بعض الأعراض البنوية الخفيفة مثل الحمى، الدعث والألم العضلي والمفصلي والمرض محدد لنفسه.

## تصنيف
ويمكن تقسيم الحمامي العقدية إلى الأنواع التالية :
- الحمامي العقدية الحادة
- الحمامي العقدية المزمنة

## المسببات
- 30 - 50 % غير معروف
- الالتهابات البكتيرية مثل الدرن والعقيديات
- مرض ساركويد
- متلازمة بهجت
- داء الأمعاء الالتهابي
- بعض الأدوية خصوصاً التي تحتوي على مجموعة السلفا.

## العلاج
تنحلّ الحمامى العقدية عادةً بنفسها في غضون 3-6 أسابيع. هناك نوع يتكرر، يعود ذلك عند الأطفال إلى التهابات متكررة بالمكور العقدي. يجب أن يرتكز العلاج على السبب. يمكن معالجة الأعراض بالراحة في السرير، رفع الساقين، الضمادات الضاغطة والمسكنات المضادة للالتهابات.